# Eochaid I Edgadach
Eochaid I Edgadach („Posiadający Ubranie“) – legendarny zwierzchni król Irlandii z dynastii Milezjan (linia Itha) w latach 909-905 p.n.e. Syn Daire’a, w czwartym stopniu potomka Lugaida, syna Itha, stryja Mileda, oraz teścia i krewnego Eremona, zwierzchniego króla Irlandii.
Po siedmiu latach bezkrólewia Eochaid został wybrany na zwierzchniego króla przez pozostałą przy życiu jedną czwartą część mieszkańców Irlandii. Poprzednie trzy czwarte mieszkańców zmarło wraz z królem Tigernmasem, podczas składania czci bóstwu Crom Cruachowi. Eochaid używał przydomka Edgadach, ponieważ był pierwszym Irlandczykiem ubranym w różnobarwne kolory. Z tego powodu wprowadził system odróżniający warstwy społeczne poprzez liczbę kolorów na odzieży. Niewolnicy mieli nosić strój jednokolorowy, żołnierze dwukolorowy, bohaterowie lub młodzi panowie terytorialni trójkolorowy, uczeni („ollamh”) sześciokolorowy, zaś królowie i królowe siedmiokolorowy. Eochaid panował przez cztery lata, do czasu, kiedy został pokonany i zabity przez Cermnę Finna w bitwie pod Teamhair Tara. Ten objął tron wspólnie ze swym bratem Sobaircem.